# Elusimicrobiota
Elusimicrobiota é um filo de bactérias gram-negativas. Foram inicialmente denominadas como "Grupo de cupins 1" pois foram identificadas pela primeira vez no intestino destes insetos. Posteriormente foram encontradas também em outros habitats como solo, oceanos e esgoto.
O primeiro organismo a ser descrito e cultivado foi Elusimicrobium minutum, o qual faz parte da classe Elusimicrobia. O segundo organismo a ser descrito e cultivado foi Endomicrobium proavitum, o qual faz parte da classe Endomicrobia.